# Les Merveilleuses Aventures de Crysta
 (juin 2013).
Si vous disposez d'ouvrages ou d'articles de référence ou si vous connaissez des sites web de qualité traitant du thème abordé ici, merci de compléter l'article en donnant les références utiles à sa vérifiabilité et en les liant à la section « Notes et références ».
Série
Les Aventures de Zak et Crysta dans la forêt tropicale de FernGully
(1992)
Pour plus de détails, voir Fiche technique et Distribution.
Les Merveilleuses Aventures de Crysta (titre original : FernGully 2: The Magical Rescue) est un film d'animation australo-américain réalisé par Phil Robinson sorti directement en vidéo en 1998.
Il s'agit de la suite de Les Aventures de Zak et Crysta dans la forêt tropicale de FernGully sorti en 1992.

## Synopsis
A FernGully, Crysta s'amuse avec trois bébés animaux : Nugget le kangourou, Wal le wombat et Bandy le bandicoot. Pendant ce temps, Pips et les scarabées mettent la pagaille comme à leur habitude et l'elfe se fait alors la réflexion qu'il commence à se lasser de leur chère forêt où chaque jour se ressemble. Mais c'est sans compter sur l'arrivée de deux braconniers, Mac et son Boss, accompagnés de leurs deux molosses, Mordant et Féroce. Ces derniers enlèvent les bébés animaux avant d'accidentellement incendier une partie de la forêt et de s'enfuir. Pips est alors décidé à se rendre dans le monde des humains pour trouver les bébés et les ramener. Il part pour cette mission guidé par Batty, la chauve-souris qui connait les humains mieux que personne à FernGully, et accompagné des scarabées. Pips va découvrir le monde des humains et se lier d'amitié avec une jeune acrobate qui vit avec son grand-père, Budgie. De son côté, Crysta recueille un pauvre Féroce blessé et abandonné par son maître lors de l'incendie et entreprend de le ramener chez lui.

## Fiche technique
- Titre original : FernGully 2: The Magical Rescue
- Titre français : Les Merveilleuses Aventures de Crysta
- Réalisation : Phil Robinson
- Coréalisation : Dave Marshall
- Scénario : Richard Tulloch, d'après l'œuvre originale de Diana Young
- Musique : Sandy Howell, orchestrée par Nerida Tyson-Chew
- Production : Richard Harper, Jeffrey Kahan et Brian Rosen
- Distribution : Twentieth Century Fox
- Pays d'origine : Australie / États-Unis
- Format : couleur
- Genre : Animation, aventure, fantasy et film musical
- Durée : 75 minutes
- Dates de sortie :
  - États-Unis : 17 mars 1998
  - Australie : 13 mai 1998[1],[2]

## Distribution

### Voix originales[3]
- Laura Erlich : Crysta
- Kermit Beachwood : Batty
- Digory Oaks : Pips
- Gary Martin : Mac, Goanna
- Harry Joseph : Boss
- Connie Champagne : Budgie
- Westin Peace : M.. Chuckles
- Holly Conner : Nugget / Bandy / Mrs. K
- Erik Bergmann : Stump, le Capitaine
- James S. Baker : Root
- Phil Robinson : Père
- J.F. Rockstar : Twig
- K.T. Vogt : Bark, Wal

### Voix françaises[4]
- Véronique Leblanc : Crysta
- Michel Papineschi : Batty
- Pierre-François Pistorio : Batty (voix chantée)
- Thierry Wermuth : Pips
- Joël Zaffarano : Mac
- Michel Tugot-Doris : Boss
- Sophie Flahaut : Budgie
- Henri Courseaux : M.. Chuckles (Grand-Père)
- Jérôme Keen : Nugget
- Jackie Berger : Wal
- Chrystelle Labalide : Bandy, Bark
- Sylvain Lemarie : Stump, le Capitaine
- Jean-Loup Horwitz : Root
- François Chaix : Twig
- Said Amadis : Goanna
- Pascale Jacquemont : Madame K.
- Henri Labussière : Père
- Daniel Beretta : Soliste

## Chansons du film
- Ici A FernGully (Here In FernGully) - Soliste et chœurs
- C'Est Ici (We Belong) - Solistes
- On S'Amuse Comme Des Fous (Funner Than The Funnest Fun) - Soliste et chœurs
- Tee Vee Rock - Big Teen
- Rentrer A La Maison/Il Suffit D'Essayer (Wanna Be Back Home/We'll Make It If We Try) - Bandy, Wal, Nugget, Batty et chœurs